# Еврит (сын Гермеса)
Еврит (др.-греч. Εὔρυτος) или Ерит (Ἔρυτος) — персонаж древнегреческой мифологии.
Сын Гермеса и Антианиры (или согласно «Орфической аргонавтике» Лаофои) дочери Менетия, брат-близнец Эхиона. Жил согласно разным версиям мифа либо в фессалийской Алопе, либо у подножия фракийской горы Пангеон.
Вместе со своим братом-близнецом присоединился к Ясону и другим героям, которые отправились на корабле «Арго» в Колхиду за золотым руном. Согласно «Аргонавике» Валерия Флакка один из храбрейших аргонавтов.
Участник Калидонской охоты. Победил в стрельбе из лука на погребальных играх по Пелию.
Участник состязаний после смерти Кизика. Участник битвы скифов и колхов, побеждает эксоматов.